# Hubertus van Megen
Hubertus Matheus Maria van Megen (Eygelshoven, 4 de outubro de 1961) é um clérigo e diplomata holandês da Santa Sé.
Hubertus van Megen foi ordenado sacerdote pela diocese de Roermond em 13 de junho de 1987. Entrou para o serviço diplomático da Santa Sé e foi secretário da Nunciatura, entre outros, na Somália, Brasil, Israel e Eslováquia. Como Conselheiro da Nunciatura, trabalhou na Representação da Santa Sé junto às Nações Unidas em Genebra e no Malaui, onde era Encarregado de Negócios desde 2010.
O Papa Francisco o nomeou arcebispo titular pro hac vice da Novaliciana e núncio apostólico no Sudão em 8 de março de 2014. O cardeal secretário de Estado, Pietro Parolin, concedeu-lhe a ordenação episcopal em 17 de maio do mesmo ano. Os co-consagradores foram o Bispo de Roermond, Frans Wiertz, e o Representante Permanente da Santa Sé junto ao Escritório das Nações Unidas em Genebra, Dom Silvano Tomasi, CS. Em 7 de junho de 2014, o Papa Francisco também o nomeou Núncio Apostólico na Eritreia.
O Papa Francisco o nomeou Núncio Apostólico na Quênia em 16 de fevereiro de 2019. Em 19 de março de 2019, ele também se tornou Núncio Apostólico no Sudão do Sul. Em 25 de maio de 2019, o Papa Francisco também o nomeou observador permanente do Programa das Nações Unidas para o Meio Ambiente e do Programa das Nações Unidas para os Assentamentos Humanos (HABITAT).
Em setembro de 2019, ele criticou duramente as sociedades ocidentais em Nairóbi. As pessoas no Ocidente "nem se importavam com seus próprios filhos".